# Csukás-éri-főcsatorna
A Csukás-éri-főcsatorna a Duna–Tisza közén elhelyezkedő 33-as számú Dong-ér-Kecskeméti-belvízrendszerben összegyülekező vizek elvezetésére szolgáló „erősen módosított” mesterséges vízfolyás. 
Valódi kiindulópontja a Lajosmizse melletti Sipos-Horgásztó. A kecskeméti Benkó Zoltán Szabadidőközpont területére a III. Béla krt. felől a vasúttal párhuzamosan érkezik, a csónakázótóba torkollik. Azonban ezen a felső szakaszon a mederben csak nagyobb esőzésekkor volt víz, de a 2000-es évektől ez megszűnt, a föld elnyeli az esőt, nincs lefolyás. 

## Története
A második katonai felmérés szerint a főcsatorna mai nyomvonalán egy semlyékekből álló völgyvonulat helyezkedett el.

## Neve
Nevének jelentése nem a halra utal. A történetírásban Picsó-fokként vonult be a köztudatba, ezt dokumentálta Hornyik János Kecskemétről szóló négy részből álló I./IV. Monda Pícsó-patakról (később kiadatott a Hornyik-albumban).

## Funkcionalitás
Kecskemét megyei jogú városhoz több szempontból is kötődik. A csatorna Kecskemét város belterületének déli részén föld alatt futó szakasszal kezdődik. A fedett szakasz több környezetében lévő ipari létesítmény csapadékvizeinek, illetve több utcai csapadékvízgyűjtő csatorna vizeinek befogadója. A főcsatorna Kecskeméten a Kiskunfélegyházi út és a Mindszenti körút közelében bukkan a felszínre. A 44+677 szelvényben érkezik a csatornába a kecskeméti szennyvíztisztító által kibocsájtott tisztított szennyvíz. A főcsatorna felsőbb szakaszának vize leginkább ettől a létesítménytől származik; szárazabb nyári időszakokban a mederben szinte kizárólag tisztított szennyvíz található. A 42+865 szelvényig a főcsatorna medre betonelemekkel burkolt, az ez alatti szakasz burkolatlan. Kecskemétet elhagyván a csatorna vízhozama átlagosan 4m³/s. 
Kecskemét belterületét elhagyva a csatorna burkolt mederszakasza véget ér, a vízfolyás a domborzatnak leginkább megfelelő délkeleti futást vesz fel. A Homokhátság peremét elérve a csatorna esése megnő. Medrét tiltók és bukók tagolják szakaszokra. Ezen a szakaszon a belvizek visszatartása a meder jelentős esése miatt nem megoldható. A főcsatorna mellett több vízállásos rét is található, amelyeket a nagy csapadékok idején a Csukás-ér elönt. A főcsatorna esése Kiskunfélegyháza keleti határába érkezvén lecsökken, vízhozama ekkor 5,8m³/s. Kiskunfélegyháza keleti külterületein (16+552 szelvény) a Csukás-ér fogadja a Csukásér-Nyárlõrinci összekötõ-csatorna által továbbított vizeket, majd a 2+555 szelvényben a Félegyházi-vízfolyás által összegyűjtött vizeket. A Csukás-ér Pálmonostora külterületén a Dong-ér 14+773 szelvényébe torkollik, torkolati vízszállítása 20m³/s.
A főcsatorna Kecskemét belterületi szakasza Kecskemét megyei jogú város tulajdonában van. A városhatár és a torkolat közötti szakasz a Magyar Állam tulajdona, kezelője az Alsó-Tisza-vidéki Vízügyi Igazgatóság.

## Kiépítettség, jelentősebb műtárgyak
Kecskemét belterületi szakaszán a csatornát számos híd és út keresztezi. A főcsatornán ugyanakkor látványos nagyműtárgyak nem épültek. A csatorna sajátossága, hogy felsőbb szakaszának nagy esése miatt a mederben történő vízvisszatartás alig lehetséges. Az alsóbb szakasz túlterhelését megakadályozandó a főcsatornába érkező csatornák torkolatánál tiltós műtárgyakat helyeztek el, amelyeket csapadékos időben elzárnak, ezzel tehermentesítve a főcsatornát. 

## Élőhely
A főcsatorna vízgyűjtőjén található a Nagynyíri erdő és a Kápolna-rét. Maga a Csukás-ér csak a Gátéri Fehér-tó Natura 2000-es területen halad keresztül. .